# 胥浦河
胥浦河，在江苏仪征市西部，长37.3公里，南流入长江。因旧有伍子胥庙而得名。胥浦河的中下游，曾设有胥浦人民公社。公社后来改为胥浦乡，後胥浦鄉又改为胥浦镇。2000年胥浦镇撤销，轄地併入真州镇。